# Det tomma huset

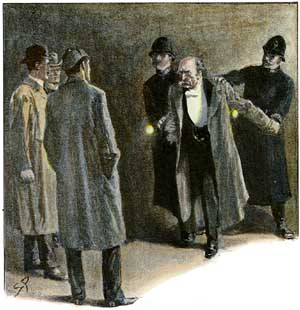
Det tomma huset, illustration utförd av Sidney Paget.

Det tomma huset (engelska: The Adventure of the Empty House) är en av Sir Arthur Conan Doyles 56 noveller om detektiven Sherlock Holmes. Novellen publicerades första gången 1903. Doyle själv rankade novellen som den sjätte bästa av hans favoritnoveller om Holmes.
I novellen återuppstår Holmes från de döda. Doyle hade avsikten att sluta skriva om Sherlock Holmes och lät honom dö i novellen Det sista problemet från 1893. Besvikelsen från läsarna blev stor, och trycket från allmänheten blev till slut så stort att Doyle återupplivade Holmes och skrev ytterligare ett trettiotal noveller och ännu en roman.  
Det tomma huset ingår i novellsamlingen The Return of Sherlock Holmes.

## Handling
Det är 1894. Novellen börjar med ett mord, till synes utan motiv, på Ronald Adair, känd kortspelare och son till earlen av Maynooth. Mordet har - av allt att döma - skett i ett låst rum. Watson, som upprätthållit sitt intresse för brott efter Holmes död, besöker brottsplatsen och råkar då knuffa till en gammal boksamlare så att denne tappar en del böcker och blir mycket stött. Kort därefter dyker boksamlaren upp på Watsons praktik för att be om ursäkt. Han påpekar att Watson borde köpa böcker för att fylla ett hål i bokhyllan, Watson vänder sig om mot bokhyllan och då han vänder sig om igen står Sherlock Holmes framför honom, varvid Watson för första gången i sitt liv svimmar. Återigen ger sig de två följeslagarna ut på äventyr, för att hitta den skyldige till mordet. Upplösningen äger rum i ett tomt hus, som till Watsons överraskning ligger mitt emot deras gamla lägenhet på Baker Street. Sebastian Moran, professor Moriartys närmaste man, är medveten om att Holmes är vid liv och vill döda honom.

## Filmatisering
Novellen har bland annat filmatiserats 1986 med Jeremy Brett i huvudrollen.